# Rue du Rempart-Saint-Étienne
Pour les articles homonymes, voir Rue du Rempart.
La rue du Rempart-Saint-Étienne (en occitan : escorsièra Sant Estèfe) est une voie de Toulouse, chef-lieu de la région Occitanie, dans le Midi de la France.

## Situation et accès

### Description
La rue du Rempart-Saint-Étienne est une voie publique. Elle se trouve au cœur du quartier Saint-Georges, dans le secteur 1 - Centre.
Elle naît au croisement de la rue de Metz, presque dans l'axe de la rue Sainte-Anne. Orientée du sud au nord et parfaitement rectiligne, elle est longue de 335 mètres et large de 12 mètres, ce qui en fait une des rues les plus larges du centre-ville. Elle reçoit la rue des Cheminées, la rue Jacques-Matthieu-Delpech, puis la rue des Pénitents-Blancs. Du côté ouest, la rue a été sensiblement transformée par les constructions du nouveau quartier Saint-Georges dans les années 1960 et 1970. Au nord de la rue, à côté de l'entrée de l'Espace Saint-Georges, un escalier donne accès à la place Occitane et à l'allée Georgette-Rivals. Elle se termine au croisement de la rue Maurice-Fonvieille et du boulevard Lazare-Carnot, face à la place Roland.
La chaussée compte une seule voie de circulation automobile à sens unique, du boulevard Lazare-Carnot vers la rue de Metz. Elle appartient à une zone de rencontre et la vitesse y est limitée à 20 km/h. Il n'existe pas de piste, ni de bande cyclable, quoiqu'elle soit à double-sens cyclable.

### Voies rencontrées
La rue du Rempart-Saint-Étienne rencontre les voies suivantes, dans l'ordre des numéros croissants (« g » indique que la rue se situe à gauche, « d » à droite) :
1. Rue de Metz
2. Rue des Cheminées (g)
3. Rue Jacques-Matthieu-Delpech
4. Place Occitane - accès piéton (g)
5. Rue Maurice-Fonvieille (g)
6. Boulevard Lazare-Carnot (d)

## Odonymie
La rue du Rempart-Saint-Étienne (escorsièra Sant Estèfe en occitan) rappelle le tracé ancien des « escoussières » (escorsièras en occitan), c'est-à-dire les chemins qui longeaient, du côté de la ville, le rempart de Toulouse, et servaient de chemin de ronde. La rue portait déjà ce nom sur les cadastres du XVIe siècle. La mention de Saint-Étienne rappelle la proximité de la porte Saint-Étienne et de la cathédrale du même nom. 
À la fin du XVIIIe siècle, la rue porta également le nom de rue du Rempart-des-Pénitents-Blancs, à cause de la proximité de la chapelle de cette confrérie de pénitents, qui se trouvait sur la place du même nom (emplacement des actuels no 17-19 rue des Pénitents-Blancs). En 1794, pendant la Révolution française, on lui donna le nom de rue l'Amabilité. En 1806, lorsque les noms de rue furent officiellement attribués, elle devint rue du Grand-Rempart. En 1840, elle changea à nouveau de nom et fut renommée rue Basse-du-Rempart-Saint-Étienne.

## Histoire

### Moyen Âge et période moderne
Au Moyen Âge, l'actuelle rue du Rempart-Saint-Étienne appartient au capitoulat de Saint-Étienne. Ce n'est alors qu'un simple chemin, le « chemin des escoussières » (cami de las escorsièras en occitan), qui longe le rempart à l'intérieur de la ville. À cause de la proximité du faubourg Saint-Étienne ou Saint-Aubin, le chemin porte ces deux noms. Ainsi, le cadastre de 1458 mentionne les Escoussières-Montoulieu, les Escoussières-Montgaillard, les Escoussières-Saint-Aubin, les Escoussières-Matabiau, les Escoussières-Arnaud-Bernard et les Escoussières-Saint-Pierre. Du côté est, au pied des remparts, on ne trouve donc que des espaces laissés libres ou des jardins. La plupart des maisons, du côté ouest, ont façade sur les rues parallèles, rue des Lages (actuelle rue Joseph-de-Malaret), des Clottes (actuelle rue des Pénitents-Blancs) et de la Porte-Neuve.

### Époque contemporaine

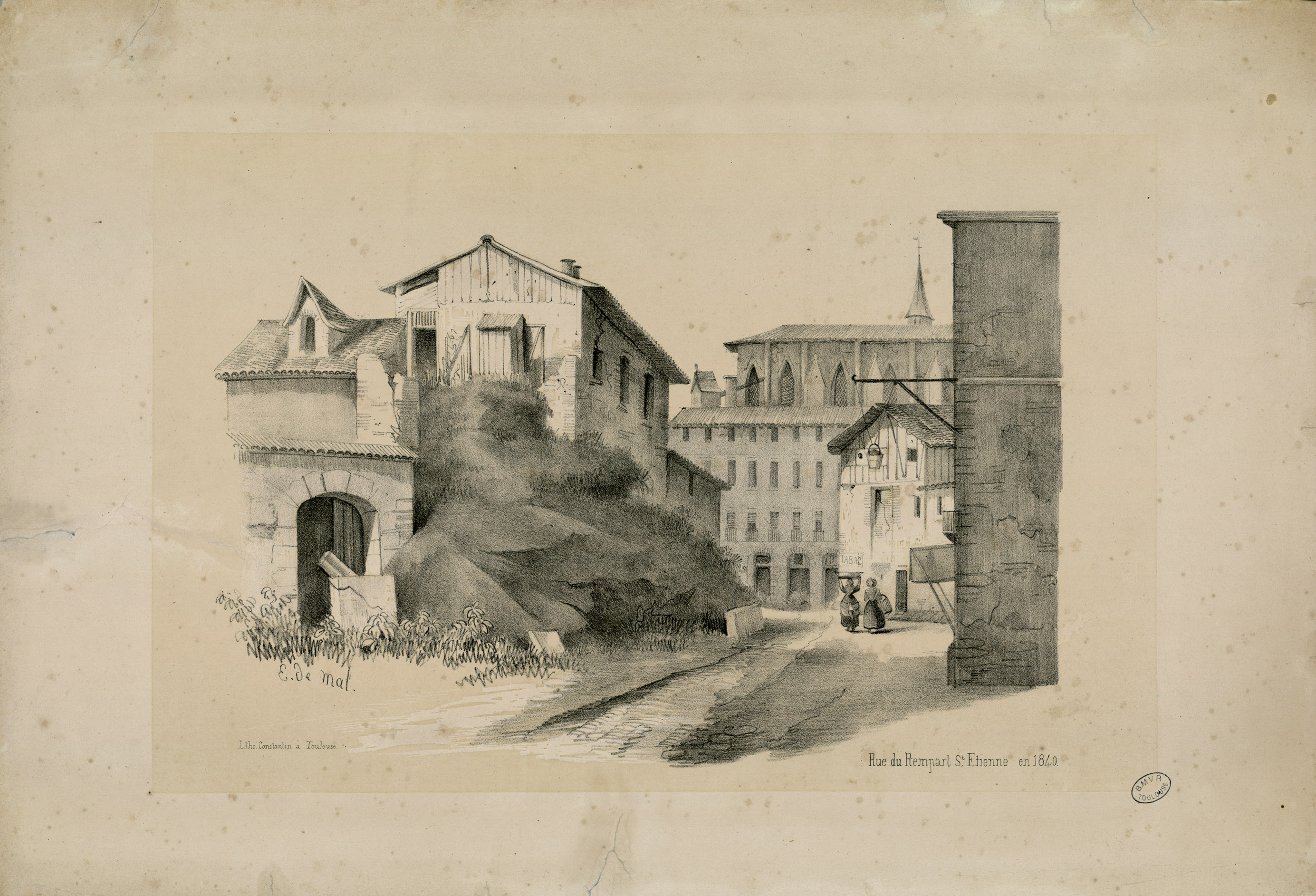
L'extrémité de la rue du Rempart-Saint-Étienne et les toits de la cathédrale en 1840 (lithographie d'Eugène de Malbos, bibliothèque municipale).

Dans la première moitié du XIXe siècle, la municipalité souhaite poursuivre l'élargissement des rues de la ville et les projets de réaménagement se poursuivent. À la suite de la visite de Napoléon Ier à Toulouse, les projets s'accélèrent. Urbain Vitry, qui fait le tracé de nouveaux boulevards le long des remparts, dans le prolongement des allées Saint-Étienne (actuelles allées Forain-François-Verdier), décide de réaménager la rue du Grand-Rempart pour en faire une voie rectiligne reliant la porte Saint-Étienne à la Porte-Neuve. En 1827, les portes et le rempart sont justement démolis. La plupart des bâtiments de la rue sont donc élevés dans les années suivantes, au milieu du XIXe siècle. En 1857 est percée la rue de la Porte-Saint-Étienne, entre boulevards et la rue du Rempart-Saint-Étienne, provoquant la destruction de plusieurs maisons au sud, du côté est de la rue, tandis qu'un vaste hôtel est reconstruit dans l'alignement de la nouvelle rue (actuel no 2). À la fin du XIXe siècle, des travaux d'aménagement bouleversent la partie sud de la rue. En 1898, le percement de la rue de Metz entre la place Esquirol et la rue de la Porte-Saint-Étienne fait disparaître les premières maisons de la rue du Rempart-Saint-Étienne du côté ouest, en face de l'extrémité de la rue Sainte-Anne (anciens no 1-3), tandis qu'un nouvel immeuble est élevé dans le style éclectique en vogue (actuel no 1).
Dans les années 1950, la municipalité souhaite transformer radicalement et complètement le quartier des Clottes, l'un des plus insalubres du centre-ville, et organise un plan de renouvellement urbain pour un nouveau quartier Saint-Georges. Un premier immeuble est élevé en 1962 sur les plans de l'architecte André Boudes (actuel no 26), un autre en 1964 sur les plans de Pierre Lafitte (actuel no 40). Mais ces interventions restent limitées, car le secteur principal des travaux se trouve plus au sud, autour des rues d'Astorg, Delpech et Malaret. Dans les années 1970, les travaux reprennent et amènent la construction de nouveaux ensembles : logements (actuels no 19-21), bâtiments administratifs du trésor public (actuel no 23-25), accès à la place Occitane et entrée du centre commercial Saint-Georges (actuel no 51 bis).

## Patrimoine et lieux d'intérêt

### Rempart
- no  26-28 : emplacement de la Porte-Neuve.

### Immeubles

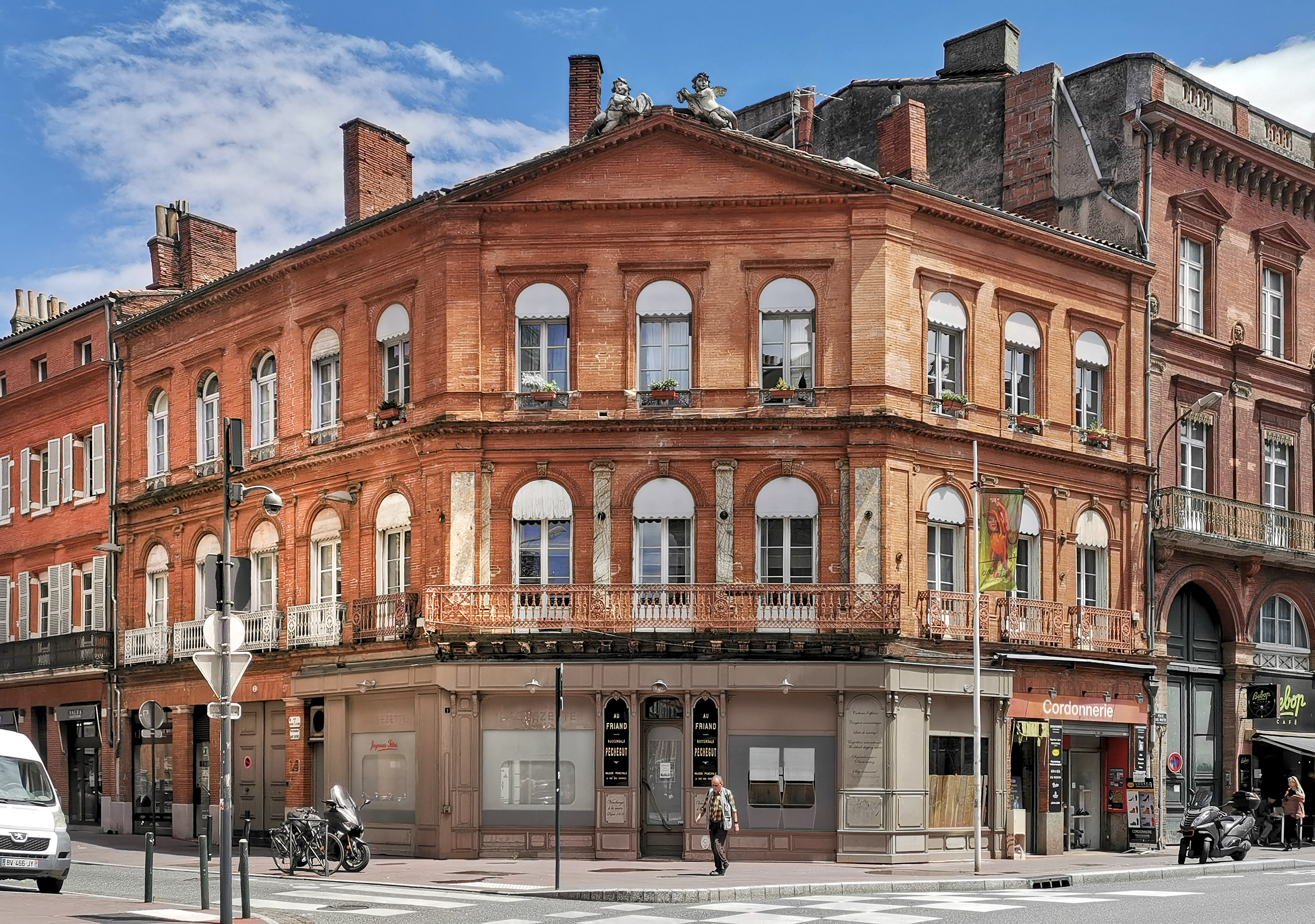
no 2 : l'immeuble de François-Joseph de Cheverry Prunet.

- no  2 : immeuble Cheverry Prunet. 
L'immeuble est construit pour François-Joseph de Cheverry Prunet à l'angle de la rue de Metz, lors de l'aménagement de cette partie de la rue, en 1857. Les trois élévations, de style néo-classique, sont construites de façon identique. Elle est remarquable pour son décor en terre cuite de Gaston Virebent. Au rez-de-chaussée, de grandes ouvertures de boutique alternent avec des ouvertures plus étroites. Le magasin a abrité jusqu'en 2007 la pâtisserie Péchegut, dont la devanture en bois est toujours en place. Le 1er étage est percé de fenêtres en plein cintre, dotées de garde-corps en fonte à motifs géométriques, et scandé par des pilastres aux chapiteaux ioniques en terre cuite. Au 2e étage, les fenêtres en plein cintre sont couronnées d'une corniche. À l'angle, l'élévation se développe sur trois travées et elle est mise en valeur par un balcon continu au 1er étage et le fronton triangulaire qui la surmonte[4].

- no  14 : salle des ventes. 
L'immeuble est construit en brique claire, dans un style néo-classique typique du dernier quart du XIXe siècle. En 1900, il est occupé par la fabrique d'article de ferronnerie Bernard Pagès. L'édifice abrite ensuite une synagogue jusqu'en 1999, puis une salle des ventes. L'élévation est symétrique, se développe sur cinq travées et s'élève sur trois niveaux. Au rez-de-chaussée et à l'entresol, deux travées latérales encadrent les trois travées centrales. Celles-ci sont mises en valeur par un léger ressaut et par des pilastres à chapiteaux doriques, supportant un entablement couronnant l'entresol. Les portes latérales sont surmontées d'un fronton triangulaire. Au 1er étage, les fenêtres de la travée centrale sont également surmontées de frontons triangulaires, soutenus par des modillons sculptés. Les fenêtres latérales sont surmontées d'une simple corniche et d'une ouverture rectangulaire. L'élévation est couronnée d'une corniche à modillons[5].

- no  16 : maison Bonnal. 
La maison est construite en 1857, probablement par l'architecte toulousain Jean Bonnal. On y retrouve d'ailleurs son goût pour le néo-classicisme italien. La façade principale, sur la rue du Rempart-Saint-Étienne, est symétrique, et couverte d'un badigeon clair. Le rez-de-chaussée est animé par un jeu de bossages de tailles différentes. La porte est surmontée d'un entablement peint – une tête d'homme et des rinceaux – et d'une large corniche, sculptée de caissons et de fleurs, et soutenue par des consoles en pierre. Le 1er étage est couronné d'une large corniche à modillons, surmontée d'une balustrade d'attique[6]..

- no  17 : commissariat de police. 
Un premier immeuble, de style néo-classique, est construit dans la première moitié du XIXe siècle. Il ne compte alors que trois travées, et s'élève sur deux niveaux (un rez-de-chaussée et un entresol). En 1863, l'architecte Joseph Raynaud dresse des plans en vue d'agrandir le bâtiment, par la construction de quatre nouvelles travées et d'un étage supplémentaire, au profit de M. Béziat. En 1885, le bâtiment est encore agrandi et surélevé d'un étage de comble par l'architecte Frédéric Delor, à la demande de M. Fourcade. Il est occupé à partir du XXe siècle par le commissariat de police de la ville[7].

- no  24 : immeuble. 
L'immeuble, caractéristique du style néo-classique toulousain de la première moitié du XIXe siècle, a été surélevé en 1896. L'édifice s'élève sur deux étages carrés. Au 1er étage, les fenêtres sont rectangulaires et encadrées de pilastres cannelés à chapiteaux doriques, qui supportent un frise ornée de triglyphes et une large corniche. Elles sont également dotées de garde-corps en fonte. Au 2e étage, les fenêtres sont également rectangulaires et dotées de garde-corps. Elles sont mises en valeur par un large chambranle mouluré. Les deux étages sont encadrés par des pilastres à chapiteaux ioniques, qui soutiennent un entablement orné d'une frise. Une large corniche couronne l'élévation[8].

- no  36 : immeuble. 
L'immeuble est construit entre 1827 et 1830, puis la façade est mise au goût du jour au milieu du XIXe siècle et reçoit un décor de terre cuite. Le bâtiment sur la rue s'élève sur trois étages décroissants, séparés par un cordon de brique. Aux étages, les fenêtres ont un encadrement à ressauts et des impostes en fonte. Celles du 1er étage ont également des garde-corps en fonte et sont surmontées d'une frise en terre cuite et d'une corniche[9].

- no  51 bis : Espace Saint-Georges.